# أحمد رضا الشامي
أحمد رضا الشامي (من مواليد 16 مايو 1961 في الدار البيضاء) هو مهندس وسياسي مغربي منتسب إلى الاتحاد الاشتراكي للقوات الشعبية (USFP) كما كان وزيرا للصناعة والتجارة والتكنولوجيا الجديدة في حكومة عباس الفاسي بين عامي 2007 و2012.
يشغل حاليا منصب سفير المغرب لدى الاتحاد الأوروبي منذ عام 2016.